# Un bosco
Un bosco è un singolo della cantante Italiana Francesca Michielin, pubblicato il 17 febbraio 2023 come terzo estratto dal quinto album in studio Cani sciolti.

## Descrizione
Il brano, scritto e composto dalla stessa cantante, con la collaborazione nella produzione di E.D.D. e il duo B-Croma, è stata descritta come il manifesto dell'album da cui è tratto, Cani Sciolti, in cui descrive le sensazioni e i ricordi legati al suolo luogo di nascita, Bassano del Grappa. La cantante ha raccontato il significato del brano in un'intervista a TV Sorrisi e Canzoni:

## Accoglienza
Fabio Fiume di All Music Italia ha assegnato al brano un punteggio di 6 su 10, scrivendo che rispetto alla precedenti sperimentazioni musicali, la cantante risulti essere «molto classica», servendosi principalmente di «piano e voce», che lascia spazio ad «una percussione elettronica il compito di sorreggere la voce» dalla seconda strofa. Fiume sottolinea che l'incalzare melodico del brano rischia di non far comprendere il testo al primo ascolto. Giada Borioli di Grazia descrive il brano come un «viaggio negli anni 2000» dal punto di vista musicale, in cui il testo esprime «la voglia di ripristinare il senso di genuinità delle relazioni dell’adolescenza».

## Tracce
Testi e musiche di Francesca Michielin.
1. Un bosco – 3:17